# Astragalus diphacus
Astragalus diphacus es una especie de planta del género Astragalus, de la familia de las leguminosas, orden Fabales.

## Distribución
Astragalus diphacus se distribuye por México (Aguascalientes, Durango, Jalisco, Estado de México, Morelos, Nuevo León, San Luis Potosí y Zacatecas).

## Taxonomía
Fue descrita científicamente por S. Watson. Fue publicada en Proceedings of the American Academy of Arts and Sciences 17: 342 (1882).
Sinonimia
- Astragalus diphacus peonis M. E. Jones
Astragalus peonis (M. E. Jones) L. E. James